# Občov

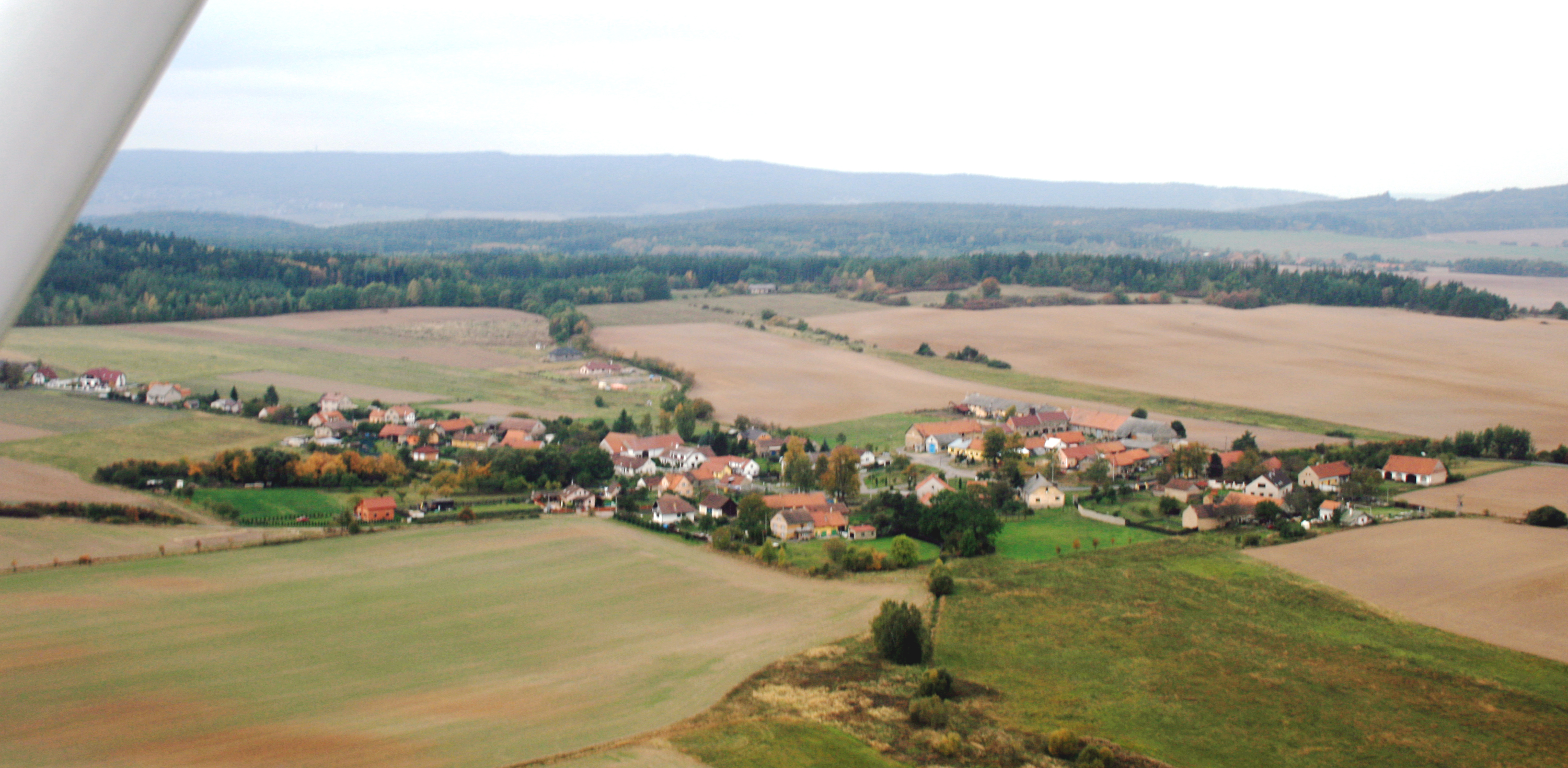
Luftaufnahme von Občov

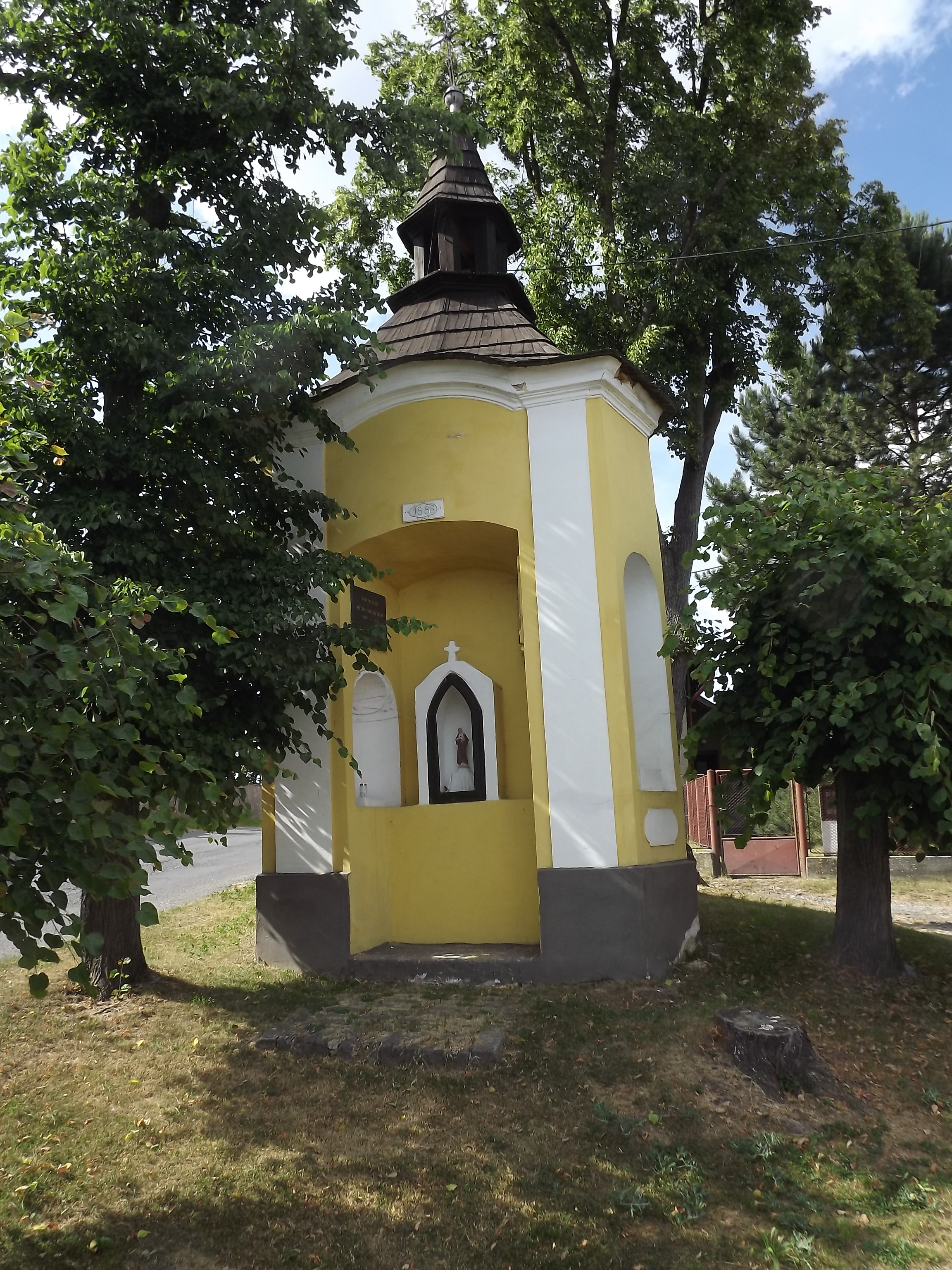
Kapelle der Jungfrau Maria

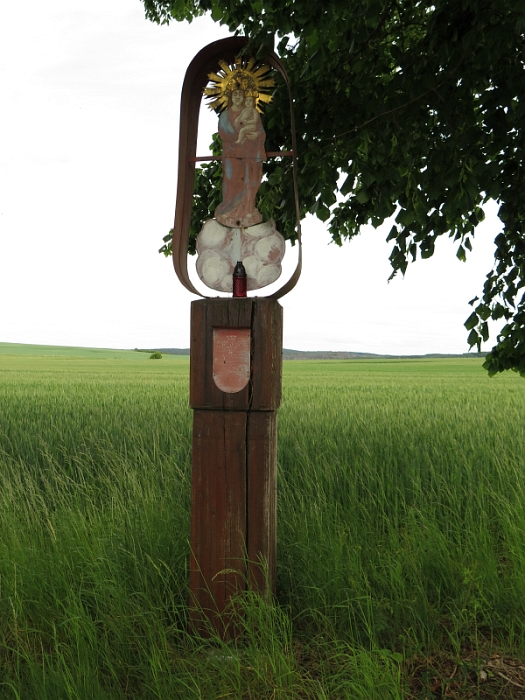
Bildstock mit Bildnis der Jungfrau Maria von Heiligenberg

Občov (deutsch Obtschow, 1939–45 Obtschau) ist eine Gemeinde in Tschechien. Sie liegt fünf Kilometer nordöstlich des Stadtzentrums von Příbram und gehört zum Okres Příbram.

## Geographie
Občov befindet sich in der Dobříšská pahorkatina (Dobrischer Hügelland). Das Dorf liegt in der Quellmulde des Baches Občovský potok. Gegen Osten befindet sich der Flugplatz Příbram. Nördlich erheben sich der Kosovec (505 m n. m.) und der Katov (487 m n. m.), im Südosten der Drásovský Chlum (490 m n. m.) und die Staré Hory (541 m n. m.), südwestlich der Vrchy (547 m n. m.), der Pichce (571 m n. m.) und der Na Vartě (572 m n. m.), im Westen der Strážný (559 m n. m.) und die Jezírka (518 m n. m.) sowie nordwestlich die Dráska (527 m n. m.)
Nachbarorte sind Pičín im Norden, Líha und Suchodol im Nordosten, Dlouhá Lhota und Skalka im Osten, Cihelna und Dubenec im Südosten, Bytíz im Süden, Dubno, Nová Hospoda und Příbram im Südwesten, Trhové Dušníky und Skorotín im Westen sowie U Budských, Valcha, Kardavec, Hluboš und Žírovy im Nordwesten.

## Geschichte
Die erste schriftliche Erwähnung von Občov erfolgte am 16. Juni 1357 in einer Klage des Pičíner Plebans Jakub gegen den Prior Nikolaus des Augustinerklosters Ostrov bei Zaječov, das den Hof und das Dorf zwei Jahre zuvor gekauft hatte, wegen des ihm zustehenden Zehnts. Der Streit wurde schließlich am 19. November 1372 beigelegt. In den 1430er Jahren sind Zdeněk von Stěžov und Václav von Skrýšov als Besitzer von Občov nachweisbar. Nachdem beide verstorben waren, überließ König Sigismund das Gut 1437 ihrem Gläubiger Jan genannt Šafář aus Kuttenberg. Dagegen klagten sowohl Peter Zmrzlík von Schweißing im Namen von Václav von Skrýšovs Tochter Anna als auch Jan von Stěžov und machten Ansprüche auf das Gut geltend. Am 31. Oktober 1437 entschied das Landesgericht, dass kein Heimfall eingetreten war und sprach Občov Anna von Skrýšov zu. Jan von Stěžov erkannte die Entscheidung nicht an und wurde 1454 auf Antrag von Petr von Leňov, Vormund der Kinder Annas, durch das Landesgericht zu einer Gefängnisstrafe verurteilt. Nachfolgender Besitzer war Jan Hrach von Občov, der am 5. Jänner 1465 ohne Nachkommen verstarb. Das Gut Občov mit dem Meierhof, einem Vorwerk und einem Teich fiel daraufhin an die Böhmische Krone heim. König Georg von Podiebrad überließ das Gut für treue Dienste dem Přibík von Skorotín, der Občov an sein Gut Skorotín anschloss. Später erwarben die Herren Bechinie von Lazan das Gut Skorotín mit Občov und schlugen es ihrer Herrschaft Pičín zu; der Zeitpunkt ist nicht mehr feststellbar, da die böhmischen Landtafeln 1541 beim Brand der Prager Burg verloren gingen. Als am 5. Mai 1542 Petr Vamberský von Rohatec sein Gut Otmíče mit Libomyšl und Bavoryně bei Karl von Svárov mit einer Zuzahlung von 400 Schock Böhmischen Groschen gegen das Gut Hluboš mit den Dörfern Drahlín, Sádek und Bratkovice sowie der wüsten Eisenhütte eintauschte, wurde auch ein Kmetenhof in Občov als Zubehör von Hluboš aufgeführt. Im Zuge der Neufertigung der verbrannten Landtafeln wurde Wenzel d. Ä. Bechinie von Lazan am 5. Mai 1556 als Besitzer der Feste Skorotín mit dem Dorf Líha einschließlich Kmetenhöfen sowie Kmetenhöfen in Lhota Německá und dem Meierhof Občov mit einem Vorwerk und Kmetenhöfen eingeschrieben. Am 16. Oktober 1612 verkaufte die Witwe von Wenzel d. J. Bechinie von Lazan, Judith Bechinie von Předenice, die Feste und das Dorf Trhové Dušníky mit den Dörfern Občov, Líha und Lhota Německá für 27.000 Meißnische Schock an Ulrich Bechinie von Lazan und dessen Frau Anna Kokořovcová von Kokořov. Nach dem Tode von Ulrich Bechinie verkaufte dessen Witwe Anna 1623 den Besitz an den Prager Bürger Johann Werdemann. Dieser veräußerte das Gut Trhové Dušníky zwei Jahre später an Katharina Gräfin von Sulz, geborene Lobkowicz. Von deren Tochter kaufte 1644 Vladislav Chlumčanský von Přestavlk den Ort. Nach einem 1651 von Vladislav Chlumčanský von Přestavlk auf Štětí erstellten Untertanenverzeichnis war Občov zu dieser Zeit nur noch von zwei Bauern, einem Schankwirt und einem nach Suchodol untertänigen Chalupner bewohnt. Bis 1714 gehörte das Dorf zum Podbrder Kreis, danach wurde es Teil des Berauner Kreises. Von den Chlumčanský erwarb 1734 Wenzel de Bossi die Herrschaft Trhové Dušníky und verkaufte sie 1741 an die Stadt Příbram.
Im Jahre 1846 bestand Obtschow bzw. Občow aus insgesamt 22 Häusern mit 186 Einwohnern, darunter sechs jüdischen Familien. Fünf Häuser gehörten zur Herrschaft Dobřisch. Im Ort gab es einen obrigkeitlichen Meierhof und ein Wirtshaus. Pfarrort war Pitschin. Bis zur Mitte des 19. Jahrhunderts blieb Obtschow als Teil der Příbramer Dorfschaften der Königlichen Silberbergstadt Přibram untertänig.
Nach der Aufhebung der Patrimonialherrschaften bildete Občov ab 1850 mit den Ortsteilen Líha, Skalka und Suchodol eine Gemeinde im Gerichtsbezirk Příbram. Ab 1868 gehörte die Gemeinde zum Bezirk Příbram. In den 1870er Jahren wurde die Gemeinde in Suchodol umbenannt. Zum Ende des 19. Jahrhunderts löste sich Občov von Suchodol los und bildete eine eigene Gemeinde. Am 1. April 1976 erfolgte die Eingemeindung nach Suchodol. Seit dem 1. Juli 1990 besteht die Gemeinde Občov wieder.

## Gemeindegliederung
Für die Gemeinde Občov sind keine Ortsteile ausgewiesen. Zu Občov gehört ein Anteil der Einschicht U Budských.

## Söhne und Töchter der Gemeinde
- Emanuel Hrubý (1865–1943), tschechoslowakischer Politiker

## Sehenswürdigkeiten
- Kapelle der Jungfrau Maria auf dem Dorfplatz, seit 1958 steht sie unter Denkmalschutz[4]
- Bildstock mit Bildnis der Jungfrau Maria von Heiligenberg, an der Straße nach Suchodol, er wurde ebenfalls 1958 in die Denkmalliste aufgenommen[5]
- Emanuel-Hrubý-Denkmal